# Österreichischer Frauen-Fußballcup 1993/94
Der Österreichische Frauen-Fußballcup wurde in der Saison 1993/94 zum 20. Mal ausgespielt. Als ÖFB-Frauen-Cup wurde er vom Österreichischen Fußballbund zum zweiten Mal durchgeführt. Den Pokal gewann zum ersten Mal Innsbrucker AC.

## Teilnehmende Mannschaften
Für den österreichischen Frauen-Fußballcup hätten sich anhand der Teilnahme der Ligen der Saison 1993/94 folgende 14(!!) Mannschaften, die nach der Saisonplatzierung der Frauen-Bundesliga 1992/93 und der 2. Division 1992/93 geordnet sind, und die Vereine der erstmals zweiklassigen Damenliga Tirol qualifiziert. Teams, die als durchgestrichen gekennzeichnet sind, nahmen am Wettbewerb aus diversen Gründen nicht am Wettbewerb teil oder sind zweite Mannschaften und spielten daher nicht um den Pokal mit. Weiters konnten noch der Landesmeister oder auch Vertreter der Saison 1992/93 teilnehmen.
| Frauen-Bundesliga (7) | Meister oder Meistervertreter aus der Landesliga (0) |
| --- | --- |
| - Union Kleinmünchen (OÖ) (C) - USC Landhaus (W) - DFC Ostbahn XI (W) - ASV Vösendorf (NÖ) - 1. DFC Leoben (ST) - DFC Heidenreichstein (NÖ) - SC Brunn am Gebirge (NÖ) | - Union Kleinmünchen II (OÖ) (LM) - ATSV Sattledt (OÖ) (L2) - Verein (V) (LM)                                                                                         |
| 2. Liga Ost (6) | Damenliga Tirol (1) |
| - First Vienna FC 1894 (W) (A) - SC Neunkirchen (NÖ) (A) - SV Janecka Wienerfeld (W) (A) - DFC Obersdorf (NÖ) - ATSV Deutsch-Wagram (NÖ) - SV Donau (W) (N) | - Innsbrucker AC (T) (LM) - Sportunion Inzing (T) - FC Langkampfen (T) - FC Breitenbach (T) - SPG SV Obsteig/SV Mieming (T) - FC Umhausen (T) - FC Bad Häring (T) (N) |
| Erläuterungen Länderkürzel: (B): Burgenland, (K): Kärnten, (NÖ): Niederösterreich, (OÖ): Oberösterreich, (S): Salzburg, (ST): Steiermark, (T): Tirol, (V): Vorarlberg, (W): Wien; Vereins-Landes-Bewerbserfolg: (LM): Landesmeister, (Lx): x. Platz der Landesliga, (LN): Landesliga-Aufsteiger, (..-x): x Landesliga siehe Länderkürzel | |

| (C) | amtierender Cupsieger 1992/93    |
| (A) | Absteiger der Saison 1993/94     |
| (N) | Neuaufsteiger der Saison 1993/94 |

## Turnierverlauf
Es liegen keine Informationen über Ergebnisse der Cuprunden vor dem Finale vor.
Finale
Das Finale wurde am Sportplatz Gerasdorf, Gerasdorf, Niederösterreich ausgetragen.
|                | Ergebnis        |              |
| -------------- | --------------- | ------------ |
| Innsbrucker AC | 1:1 (3:2 i. E.) | USC Landhaus |